# ژاپن در سال ۲۰۰۰
ژاپن در سال ۲۰۰۰ (انگلیسی: 2000 in Japan)
موارد زیر رویدادهایی را که در طول "۲۰۰ در ژاپن"" روی داده‌اند فهرست می‌کند. مطابق با سال ۱۲ دوره هیسه‌ای در گاه‌شماری ژاپنی است.

## مسئولان
- امپراتور ژاپن: آکی‌هیتو[۱]
- نخست‌وزیر ژاپن: کیزو اوبوچی (حزب لیبرال دموکرات (ژاپن)–Gunma) تا ۵ آوریل، یوشیرو موری (L–Ishikawa)
- دبیر ارشد کابینه ژاپن: میکیو آئوکی (مشاور، L–Shimane) تا ۴ ژوئیه، Hidenao Nakagawa (L–Hiroshima) تا ۲۷ اکتبر، یاسوئو فوکودا (L -گونما)
- رئیس دادگستری دیوان عالی ژاپن: شیگرو یاماگوچی
- رئیس مجلس نمایندگان (ژاپن): Sōichirō Itō (L–Miyagi) تا ۲ ژوئن، Tamisuke Watanuki (L–Toyama) از ۴ ژوئیه
- رئیس مجلس مشاوران: Jūrō Saitō (L–Mie) تا ۱۹ اکتبر، Yutaka Inoue (L–Chiba)
- دایت ملی جلسات: ۱۴۷ (به‌طور منظم، ۲۰ ژانویه تا ۲ ژوئن)، ۱۴۸ (ویژه، ۴ ژوئیه تا ۶ ژوئیه)، ۱۴۹ (فوق‌العاده، ۲۸ ژوئیه تا ۹ اوت)، ۱۵۰ (فوق‌العاده، ۲۱ سپتامبر تا دسامبر) ۱)

## رویدادها

### ژانویه
- ۲۶ ژانویه: Southern All-Stars "Tsunami را منتشر کرد، که پرفروش‌ترین تک آهنگ سی دی در تاریخ ژاپن است.

### فوریه
- ۶ فوریه: استان اوساکا انتخابات فرمانداری - اولین فرماندار زن اوساکا، فوسائه اوهاتا انتخاب شد.

### مارس
- ۴ مارس: سونی اینتراکتیو اینترتینمنت پلی‌استیشن ۲ در ژاپن به فروش می‌رسد.
- ۸ مارس: فاجعه قطار ناکا-مگورو
- ۳۱ مارس: کوه Usu در هوکایدو برای اولین بار در ۲۳ سال فوران کرد.

### آوریل
- ۱ آوریل: دانشگاه Ritsumeikan Asia Pacific در استان اوئیتا افتتاح می‌شود.
- ۲ آوریل: نخست‌وزیر کیزو اوبوچی دچار سکته مغزی شدید و بستری شدن در بیمارستان شد.[۲]
- ۴ آوریل: کابینه اوبوچی استعفا داد.
- ۵ آوریل: یوشیرو موری نخست‌وزیر ژاپن انتخاب شد.

### مه
- ۱۴ مه: اوبوچی درگذشت.[۲]
- ۱۵ مه: یوشیرو موری اولین گاف بزرگ خود را انجام داد و از ژاپن به عنوان «ملت الهی با محوریت امپراتور» یاد کرد.[۳]

### ژوئن
- ژوئن تا ژوئیه: بر اساس گزارش تأیید شده رسمی وزارت بهداشت و رفاه ژاپن، شیوع بیماری غذازاد در لبنیات در اوساکا ک منجر به ابتلای ۱۳۴۲۰ نفر شده است، با این حال، هیچ گزارشی از فوت این گزارش نشده است. این موضوع توسط یک مقام رسمی تأیید شد و گفت این حادثه توسط انتروتوکسین در شیر خشک بدون چربی ایجاد شده است.[۴]
- ۲۵ ژوئن: انتخابات عمومی برگزار شد.

### ژوئیه
- ۸ ژوئیه: فوران آتشفشان در میاکجیما.
- ۱۹ ژوئیه: بانک ژاپن اولین اسکناس‌های ۲۰۰۰ ینی را منتشر کرد.
- ۲۱ تا ۲۳ ژوئیه: اجلاس سران G8 در ناگو، اوکیناوا برگزار شد.[۵]

### اوت
- اول اوت: سکه‌های جدید ۵۰۰ ینی وارد گردش شد.

### سپتامبر

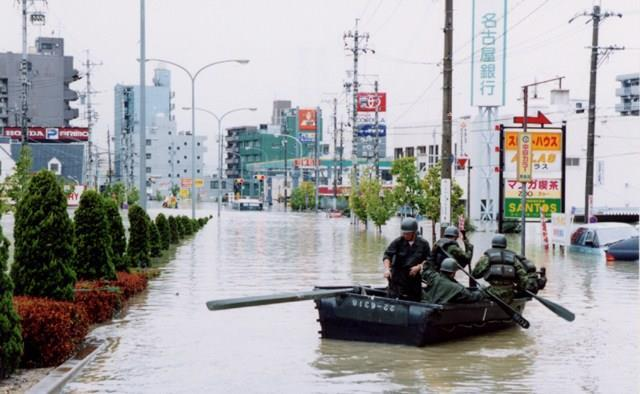
باران سیل آسا و سیل ناگهانی در سال ۲۰۰۰ در سیل ناگویا

- ۲ سپتامبر: میاکجیما با ادامه فوران تخلیه می‌شود.
- ۱۲ سپتامبر: حملات سنگین باران و سیلی و حومه آن، بر اساس گزارش سازمان آتش‌نشانی و مدیریت بلایای ژاپن، ده نفر جان خود را از دست دادند و ۱۱۵ نفر مجروح شدند.[۶]
- ۱۹ سپتامبر: گروه مالی میزوهو تأسیس شد و اولین شرکت هلدینگ بانک ژاپن شد.

### اکتبر
- ۱ اکتبر: شرکت DDI، شرکت KDD و شرکت ODI ادغام شدند و به کی‌دی‌دی‌آی تبدیل شدند.
- ۶ اکتبر: زمین لرزه ای به بزرگی ۶٫۶ ریشتر شهر یوناگو، توتوری را لرزاند و ۱۸۲ نفر مجروح شدند.[۷]
- ۲۷ اکتبر: دبیر ارشد کابینه ژاپن هیده‌نائو ناکاگاوا استعفا داد تا مسئولیت یک رسوایی جنسی را که در آن درگیر شده بود به عهده بگیرد. یاسوئو فوکودا به جای او منصوب می‌شود.

### نوامبر
- ۸ نوامبر: ارتش سرخ ژاپن رهبر فوساکو شیگه‌نوبو در اوساکا دستگیر شد.[۸]